# تابوت‌ماهی
تابوت‌ماهی (نام علمی: Chaunax endeavouri) نام یک گونه از راسته قلابچه‌ماهی است.